# Absolutno
Absolutno (también denominada XO-5) es una estrella de tipo G de la secuencia principal (o enana amarilla), ubicada aproximadamente a 893 años luz de la Tierra en la constelación Lynx. Tiene una magnitud aparente 

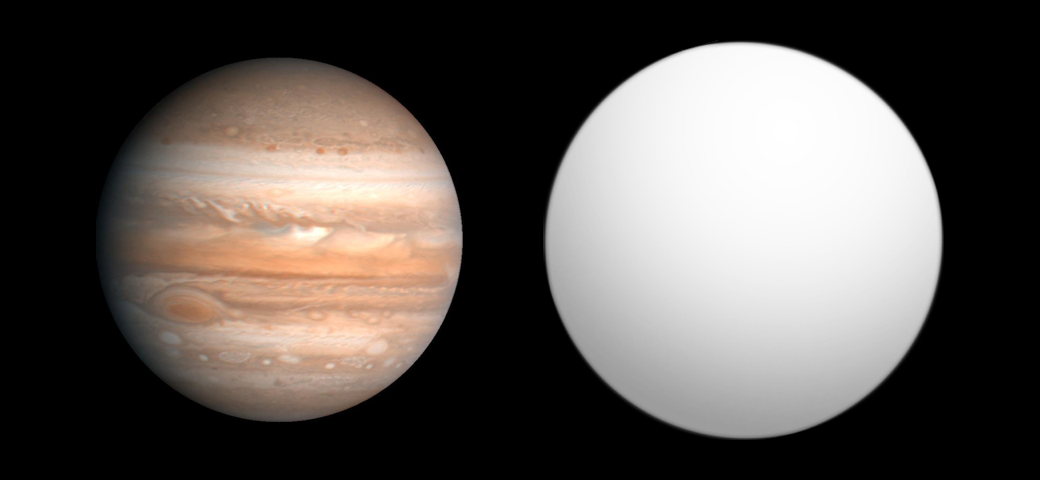
Comparación de tamaño de XO-5 b y Júpiter

(m) de aproximadamente 12 y no puede verse a simple vista, pero sí a través de un pequeño telescopio.  
Absolutno tiene una compañera enana roja (aún no confirmada) con una temperatura de 3500 +250
−150 K, en una órbita amplia.

## Denominación
El nombre de la estrella fue seleccionado en la campaña NameExoWorlds por la República Checa, durante el centenario de la Unión Astronómica Internacional. Absolutno es una sustancia milagrosa ficticia en la novela de ciencia ficción Továrna na absolutno (La fábrica de Absoluto).

## Sistema planetario
El planeta extrasolar (o exoplaneta) XO-5b fue descubierto por el Telescopio XO utilizando el método de tránsito en 2008. Este planeta está clasificado como un Júpiter caliente.  La búsqueda de variaciones en el tiempo de tránsito causadas por planetas adicionales resultó negativa. 